# Charles Hays

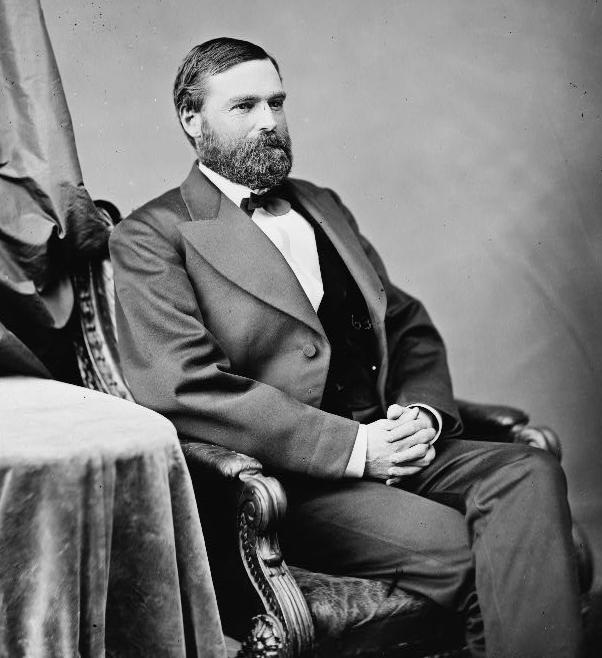
Charles Hays

Charles Hays (* 2. Februar 1834 bei Hays Mount nahe Boligee, Greene County, Alabama; † 24. Juni 1879 auf Myrtle Hall, Greene County, Alabama) war ein US-amerikanischer Politiker und Offizier in der Konföderiertenarmee.

## Werdegang
Charles Hays wurde von Privatlehrern unterrichtet, wo er seine Vorbereitungsstudien abschloss. Er besuchte die University of Georgia in Athens und die University of Virginia in Charlottesville. Dann betrieb er eine Baumwollplantage und ging anderen landwirtschaftlichen Tätigkeiten nach.
Hays nahm 1860 als Delegierter an der Democratic National Convention in Baltimore teil. Nach dem Ausbruch des Bürgerkrieges verpflichtete er sich in der Konföderiertenarmee, wo er zuletzt den Dienstgrad eines Majors bekleidete.
Ferner verfolgte er eine politische Laufbahn. Er nahm 1867 an der verfassungsgebenden Versammlung von Alabama teil. Im nachfolgenden Jahr diente er im Senat von Alabama. Hays wurde als Republikaner in den 41. US-Kongress gewählt und in die drei nachfolgenden US-Kongresse wiedergewählt. Er war im US-Repräsentantenhaus vom 4. März 1869 bis zum 3. März 1877 tätig. Während dieser Zeit hatte er den Vorsitz über das Committee on Agriculture (43. US-Kongress).
Hays starb 1879 in seinem Haus, Myrtle Hall, in Greene County (Alabama). Er wurde auf dem Familienfriedhof auf der Hays Mount Plantage beigesetzt.